# Renah Sungai Ipuh
Renah Sungai Ipuh is een bestuurslaag in het regentschap Bungo van de provincie Jambi, Indonesië. Renah Sungai Ipuh telt 1455 inwoners (volkstelling 2010).